# Jupiler Tauro
Jupiler Tauro was een Belgisch bier.
Het bier werd gebrouwen in Brouwerij Piedbœuf (onderdeel van Anheuser-Busch InBev) te Jupille-sur-Meuse, een deelgemeente van Luik.

## Achtergrond
Jupiler Tauro werd gelanceerd eind 2008. Dit was het eerste Jupiler-bier met een hoog alcoholpercentage. Het werd gemaakt omdat de vraag stilaan verschoof van pilsbieren naar speciaalbieren. Toch bleef het verwachte succes uit. Daarom werd het alcoholpercentage in maart 2012 terug verlaagd naar 6,2%. De naam werd gewijzigd in Jupiler New Tauro. Dit blijft wel het zwaarste bier uit het Jupiler-assortiment.

## De bieren
- Jupiler Tauro was een blond bier van lage gisting – daarom wordt het soms een pils genoemd - met een alcoholpercentage van 8,3%. Het was het eerste blonde laaggegiste bier van Anheuser-Busch InBev met een zo hoog alcoholpercentage. Het bier had in vergelijking met Jupiler een meer uitgesproken karakter en een extra dikke schuimkraag; toch behield het de herkenbare 'Jupiler-smaak'. Dit bier wordt niet meer gebrouwen sinds maart 2012.
- Jupiler New Tauro was een blond bier van lage gisting met een alcoholpercentage van 6,2%. Het had een lager CO2-gehalte dan Jupiler Tauro en smaakte ook iets minder bitter.[3]